# Edgard Álvarez
Edgard Anthony Álvarez Reyes (Puerto Cortés, Honduras; 9 de enero de 1980) es un exfutbolista hondureño. Jugaba de mediocampista lateral y su primer y último club fue el Club Deportivo Platense de la Primera División de Honduras.

## Biografía
Edgard Álvarez es un futbolista hondureño originario de Puerto Cortés, Honduras. Álvarez, se inició jugando para el Club Deportivo Platense de la Liga Nacional de Fútbol de Honduras en 1996, luego de que el argentino Alberto Domingo Romero, le diera la oportunidad de participar en el primer equipo. Fue así como el volante tuvo la confianza de demostrar sus cualidades en el Club Deportivo Platense.
Con el equipo de Puerto Cortés, Álvarez demostró poseer buen dribbling y una velocidad impresionante. 
Estas características, llevaron al Club Atlético Peñarol de Montevideo a fijarse en el volante catracho y hacerse de sus servicios. 
En la histórica institución sudamericana, Edgard también demostró sus grandes habilidades físicas; en todos los partidos que participó incluyendo: la Copa Libertadores de América.
En el año 2003, su gran amigo David Suazo lo recomendó al presidente del Cagliari Calcio, Massimo Cellino; quien no dudó en avalar su contratación. Con este equipo Edgard participó toda la temporada con buen suceso. 
Debido a ello, la Associazione Sportiva Roma decidió comprar la ficha definitiva de Álvarez. En esta institución, Edgard participó intermitentemente durante toda la temporada. Al final de esta, 'La Roma' lo envió a préstamo al Football Club Messina Peloro.
Con este Club, el 'Jet' Álvarez tuvo una aceptable participación. Pero su esfuerzo fue en vano porque el Football Club Messina Peloro terminó siendo relegado a la serie B.
Luego de su paso por el Messina, Álvarez entonces regresó a realizar pretemporada con el club dueño de su ficha: La Associazione Sportiva Roma. El técnico del club, no le aseguró la titularidad por lo que Edgard pidió ser cedido a la Associazione Sportiva Livorno Calcio. Con este equipo el 'Jet' participó muy poco y al final; también terminó en la serie B.
En el verano 2008 el 'Jet' Álvarez regresó a realizar pretemporada con 'La Roma' que en septiembre lo envía a préstamo al Pisa Calcio, equipo de la Serie B.
Por la temporada 2009-2010 es contratado por el Bari.
En el Torneo Clausura 2017-18, el 11 de marzo de 2018, en el partido de Juticalpa contra Plantese, Edgar Álvarez jugó su partido 300 con los Escualos.

### Selección nacional
Ha sido internacional con la Selección de Honduras en 54 oportunidades convirtiendo 3 goles, participando en la última eliminatoria mundialista para Alemania 2006. 
Edgard Álvarez, también jugó para la selección juvenil de Honduras en el mundial de Nigeria 1999.

#### Participaciones en Copas del Mundo
| Mundial              | Sede      | Resultado      |
| -------------------- | --------- | -------------- |
| Copa Mundial de 2010 | Sudáfrica | Fase de grupos |

## Clubes
| Club            | País     | Año         |
| --------------- | -------- | ----------- |
| Platense        | Honduras | 1996- 2003  |
| Peñarol         | Uruguay  | 2003        |
| Cagliari        | Italia   | 2003-2005   |
| Roma            | Italia   | 2005-2006   |
| Messina         | Italia   | 2006- 2007  |
| Livorno         | Italia   | 2007- 2008  |
| Roma            | Italia   | 2008        |
| Pisa            | Italia   | 2008-2009   |
| Bari            | Italia   | 2009-2011   |
| Palermo         | Italia   | 2011-2012   |
| Dinamo Bucarest | Rumania  | 2012        |
| Platense        | Honduras | 2013 - 2019 |

## Palmarés

### Campeonatos nacionales
| Título              | Club     | País     | Año  |
| ------------------- | -------- | -------- | ---- |
| Torneo Clausura     | Platense | Honduras | 2001 |
| Copa Italia         | Roma     | Italia   | 2008 |
| Campeonato Uruguayo | Peñarol  | Uruguay  | 2003 |
| Copa de Honduras    | Platense | Honduras | 2018 |

- Datos: Q318526
- Multimedia: Edgar Álvarez / Q318526